# Джонс, Джорджия
Джорджия Джонс (англ. Georgia Jones), настоящее имя — Элисон Мишель Томпсон (англ. 
Alison Michelle Thompson; род. 4 апреля 1988, Форт-Смит, Арканзас) — американская порноактриса.

## Биография
Джонс пришла в порноиндустрию в возрасте 19 лет. В августе 2011 года была названа «Киской месяца» журналом Penthouse. В 2015 году победила в турнире «HotMovies.com 2015 Porn Star Tournament». На 2016 год снялась в 245 порнофильмах.
Изначально снималась только в сценах с девушками и соло, с мужчиной впервые снялась в 2019 году, по поводу чего выразила радость.

### Личная жизнь
С 2007 года по 2010 год встречалась с порноактрисой Фэй Рейган. Вместе с Рейган Джорджиа Джонс снялась в около 20 сценах. В 2013 году встречалась с актером Чарли Шином.

## Премии и номинации
- 2009 номинация на AVN Award — Best All-Girl Couples Sex Scene — Fem Vivace (с Яной Джордан)[10]
- 2010 номинация на AVN Award — Best All-Girl Group Sex Scene — Party of Feet[11]
- 2011 номинация на AVN Award — Best Gonzo Release — Faye & Georgia’s Birthday Bash[12]
- 2011 номинация на AVN Award — Best All-Girl Three-Way Sex Scene — Pin-Up Girls 4 (с Ашлин Рае и Эви Скотт)[12]
- 2018 номинация на AVN Award — Лучшая сцена группового лесбийского секса - Vampires (с Эбигейл Мэк, Мелиссой Мур, Еленой Йенсен и Картер Круз)